# Dragon Crisis!
Dragon Crisis! (яп. ドラゴンクライシス!) — серия лайт-новел Кидзаки Каи с иллюстрациями Акаты Ицуки. В формате танкобонов публиковалась издательством Shueisha с 2007 по 2011 год под импринтом Super Dash Bunko. Трансляция аниме-сериала по сюжету произведения производства Studio Deen прошла в январе-марте 2011 года. Начальную музыкальную композицию Immoralist (яп. インモラリスト) исполнила Юи Хориэ, завершающую Mirai Bowl (яп. ミライボウル) — коллектив Momoiro Clover.

## Сюжет
Главным героем сюжета является Рюдзи Кисараги, чьи родители являются охотниками за сокровищами. По их пути решает пойти и его двоюродная сестра Эрико Нанао: она вовлекает брата в рискованное мероприятие по похищению ценного чемодана у банды Клыков. Однако, добыв чемодан, они с удивлением обнаруживают в нём не кипу бумаг/денег/драгоценностей, а девушку, которая оказывается мифическим драконом.

## Список персонажей
Рюдзи Кисараги (яп. 如月 竜司 Кисараги Рю:дзи) — главный герой. 15-летний юноша, чьи родители являются охотниками за пропавшими драгоценностями или как их называют, искатели. Сам Рюдзи является искателем 10 уровня, что является максимальным и говорит о необычных способностях. Уровень искателя зависит от того, какой класс реликвии искатель может контролировать.
Сэйю: Хиро Симоно
Роза (яп. ローズ) — молодая девушка-дракон. Принцесса красных драконов. Влюблена в Рюдзи.
Сэйю: Риэ Кугимия
Оникс (яп. オニキス) — чёрный дракон. Роза и Оникс были помолвлены, но Рюдзи с помощью своего меча освободил Розу.
Сэйю: Хироси Камия
Маруга (яп. マルガ) — императрица белых драконов, правящая льдом и снегом.
Сэйю: Юи Хориэ
Эрико Нанао (яп. 七尾 英理子 Нанао Эрико) — старшая двоюродная сестра Рюдзи. Ей — 19 лет. Является искателем 7 уровня.
Мисаки Это (яп. 江藤 実咲 Это: Мисаки) — одноклассница Рюдзи, тайно в него влюблена, но стесняется ему открыть свои чувства.
Сэйю: Маяко Ниго
Оцудоаи (яп. オッドアイ Оцудоаи)
Сэйю: Юка Инокути
Софи (яп. サフィ) — девушка с короткими синими волосами. Синий дракон, управляющая водой. Её контроль своей стихии очень слаб по неизвестным причинам. Влюблена в Оникса.
Сэйю: Эмири Като
Каи (яп. 甲斐) — девушка с длинными чёрными волосами. Подчинённая Оникса.
Сэйю: Маюми Сако
Бианка Aлександра Лау (яп. ビアンカ・A・ルー) — учёная, которая проверяла способности Рюдзи и когда-то Эрику.
Сэйю: Юки Мацуока

## Медиа

### Манга
В формате танкобонов публиковалось издательством Shueisha с 2007 по 2011 года под импринтом Super Dash Bunko. Всего вышло 13 томов.

### Аниме
Трансляция аниме-сериала по сюжету произведения производства Studio Deen прошла в январе-марте 2011 года.
Начальная тема
- Immoralist (яп. インモラリスト) исполняет Юи Хориэ

Завершающая тема
- Mirai Bowl (яп. ミライボウル) исполняет Momoiro Clover

#### Список серий аниме
| Список серий | Список серий                                                     | Список серий         |
| № серии      | Название                                                         | Трансляция в Японии  |
| ------------ | ---------------------------------------------------------------- | -------------------- |
| 1            | The Abducted Girl «Sarawareta Shōjo» (さらわれた少女)            | 10 января 2011 года  |
| 2            | The Black Assault «Kuro no Shūgeki» (黒の襲撃)                   | 17 января 2011 года  |
| 3            | Contract of Determination «Ketsui no Keiyaku» (決意の契約)       | 24 января 2011 года  |
| 4            | Beautiful Girl of the Beach «Umibe no Bishōjo» (海辺の美少女)    | 31 января 2011 года  |
| 5            | Unpleasant Awakening «Imawashiki Kakusei» (忌まわしき覚醒)       | 7 февраля 2011 года  |
| 6            | Wolf Attack «Ōkami no Shūgeki» (狼の襲撃)                        | 14 февраля 2011 года |
| 7            | The Truth about Wolves «Ōkami-tachi no Shinjitsu» (狼たちの真実) | 21 февраля 2011 года |
| 8            | Risked Test «Kiken na Tesuto» (危険なテスト)                     | 28 февраля 2011 года |
| 9            | Mirror of Truth «Shinjitsu no Kagami» (真実の鏡)                 | 7 марта 2011 года    |
| 10           | Adult's Rites «Otona no Gishiki» (オトナの儀式)                  | 14 марта 2011 года   |
| 11           | Dragon Crisis «Doragon Kuraishisu» (ドラゴンクライシス)          | 21 марта 2011 года   |
| 12           | Engage «Engēji» (エンゲージ)                                     | 28 марта 2011 года   |

#### Музыка
Вся музыка написана Миядзаки Макото.
| №  | Название                         | Исполнители  | Длительность |
| -- | -------------------------------- | ------------ | ------------ |
| 2. | «Introduction»                   | Риэ Кугимия  |              |
| 3. | «starting»                       | Хиро Симоно  |              |
| 4. | «Welcome to the Brand New World» | Юи Хориэ     |              |
| 5. | «All for you»                    | Юка Инокути  |              |
| 6. | «White Moon»                     | Хироси Камия |              |